# Carter County (Missouri)
Das Carter County ist ein County im US-amerikanischen Bundesstaat Missouri. Im Jahr 2020 hatte das County 5202 Einwohner und eine Bevölkerungsdichte von 4 Einwohnern pro Quadratkilometer. Der Verwaltungssitz (County Seat) ist Van Buren.

## Geografie
Das County liegt im Südwesten von Missouri am Fuß des Ozark-Plateaus und ist im Süden etwa 40 km von Arkansas entfernt. Es hat eine Fläche von 1318 Quadratkilometern, wovon vier Quadratkilometer Wasserfläche sind. An das Carter County grenzen folgende Nachbarcountys:
|                | Reynolds County | Wayne County  |
| Shannon County |                 |               |
| Oregon County  | Ripley County   | Butler County |

## Geschichte
Das Carter County wurde am 10. Mai 1859 aus ehemaligen Teilen des Ripley County und des Shannon County gebildet. Benannt wurde es nach Zimri A. Carter, einem frühen Siedler in diesem Gebiet, der bereits 1812 aus South Carolina hierher kam.

## Demografische Daten
Nach der Volkszählung im Jahr 2010 lebten im Carter County 6.265 Menschen in 2.435 Haushalten. Die Bevölkerungsdichte betrug 4,8 Einwohner pro Quadratkilometer. In den 2.435 Haushalten lebten statistisch je 2,52 Personen.
Ethnisch betrachtet setzte sich die Bevölkerung zusammen aus 96,6 Prozent Weißen, 0,1 Prozent Afroamerikanern, 1,1 Prozent amerikanischen Ureinwohnern, 0,1 Prozent Asiaten sowie aus anderen ethnischen Gruppen; 1,6 Prozent stammten von zwei oder mehr Ethnien ab. Unabhängig von der ethnischen Zugehörigkeit waren 1,7 Prozent der Bevölkerung spanischer oder lateinamerikanischer Abstammung.
24,2 Prozent der Bevölkerung waren unter 18 Jahre alt, 59,2 Prozent waren zwischen 18 und 64 und 16,6 Prozent waren 65 Jahre oder älter. 51,2 Prozent der Bevölkerung war weiblich.

Das jährliche Durchschnittseinkommen eines Haushalts lag bei 28.408 USD. Das Prokopfeinkommen betrug 15.881 USD. 19,6 Prozent der Einwohner lebten unterhalb der Armutsgrenze.

## Ortschaften im Carter County
Citys
- Ellsinore
- Grandin
- Van Buren

Unincorporated Communities
| - Chicopee - Eastwood - Fremont - Garwood | - House Creek - Hunter - South Van Buren |

## Gliederung
Das Carter County ist in 5 Townships eingeteilt:
| Township         | Einwohner (2010) | FIPS     |
| ---------------- | ---------------- | -------- |
| Carter Township  | 2270             | 29-11620 |
| Jackson Township | 892              | 29-35666 |
| Johnson Township | 2514             | 29-37376 |
| Kelly Township   | 232              | 29-38162 |
| Pike Township    | 357              | 29-57530 |